# Bert-Swart-Brücke
Die Bert-Swart-Brücke (niederländisch Bert Swartbrug) ist eine Eisenbahnbrücke in der niederländischen Provinz Groningen, die den Van Starkenborghkanaal quert.

## Geschichte

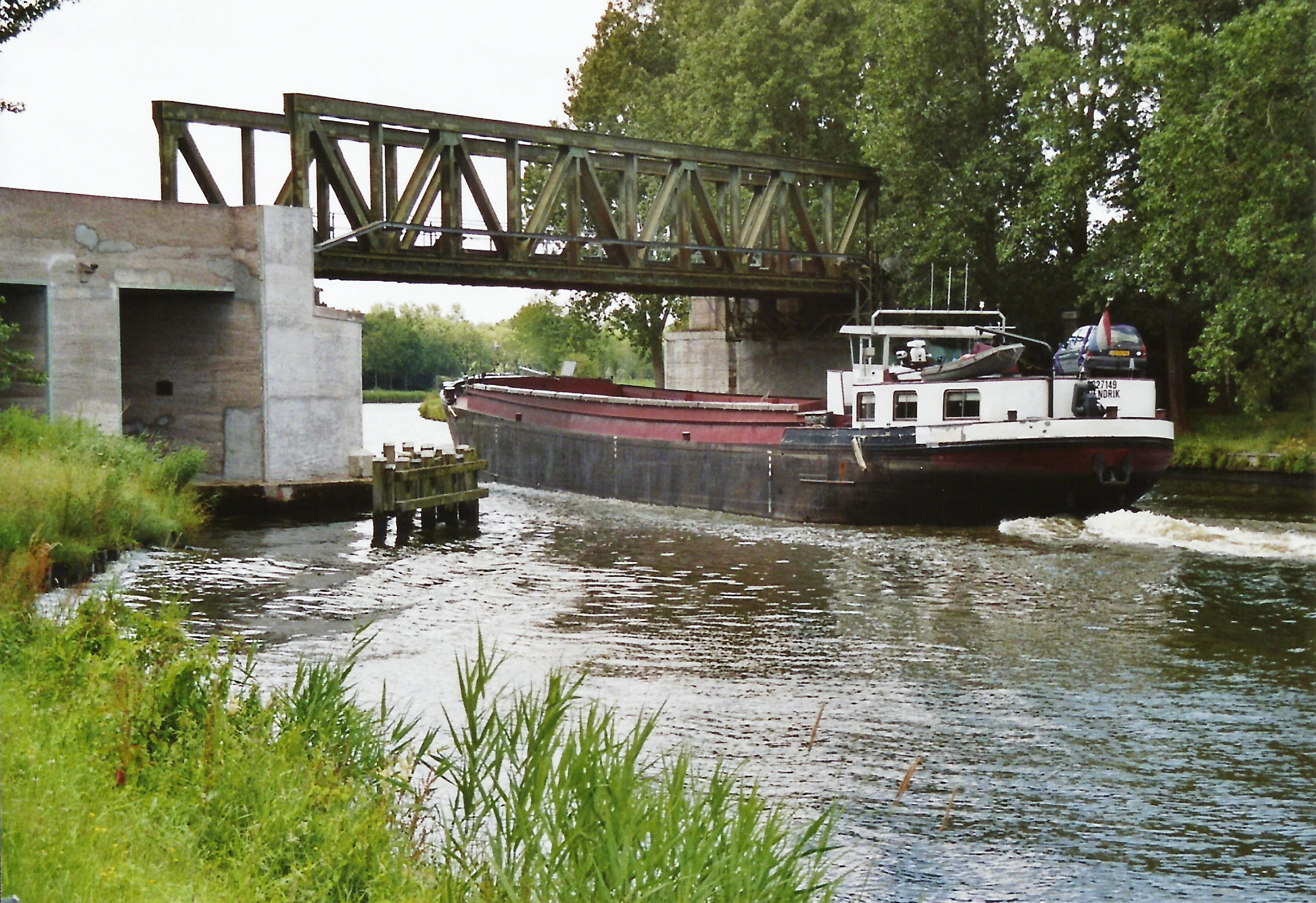
Die alte Eisenbahnbrücke (2012)

ProRail vergab den Auftrag, eine neue Eisenbahnbrücke an der Stelle der alten Überführung zu errichten. Arcadis erhielt den Zuschlag für den architektonischen und technischen Entwurf der Brücke, während Max Bögl mit ihrer Konstruktion beauftragt wurde. Im Frühjahr 2016 begannen die Bauarbeiten. Obwohl die Fertigstellung für 2018 geplant war, wurde die Brücke bereits am 8. Juli 2017 eingeschoben. Am 2. Oktober selben Jahres konnten die erste Züge die Brücke passieren. Zugleich erfolgte der Abriss der alten Brücke. Die Eisenbahnbrücke wurde am 25. April 2018 offiziell in Bert Swartbrug umbenannt. Namensgeber ist Bert Swart, der von 2011 bis 2017 Bürgermeister der Gemeinde Zuidhorn gewesen und am 29. Juni 2017 an einem Hirntumor verstorben ist. In Erinnerung an Swart enthüllten dessen Witwe und Sohn eine Skulptur in der Nähe der Brücke. Die Brücke wurde für den Nationale Staalprijs und das BNA Beste Gebouw van het Jaar nominiert.